# Ischnobathra balanobola
Ischnobathra balanobola är en fjärilsart som beskrevs av Edward Meyrick 1937. Ischnobathra balanobola ingår i släktet Ischnobathra och familjen fransmalar. Inga underarter finns listade i Catalogue of Life.